# Атамова, Симузар Рза кызы
Симузар Рза кызы Атамова (также Гатамова или Хатамова) — (азерб. Simuzər Rza qızı Hətəmova; 23 февраля 1923, Агдам — 11 ноября 2005, Баку) — советская, азербайджанская актриса, оперная певица и исполнительница мугамов (ханенде), Заслуженный артист Нахичеванской АССР (1962).

## Биография
Симузар Атамова родилась 23 февраля 1923 года (по другим версиям 1921 или 1925 года) в Агдаме.
В детстве была членом вокальной группы в Агдамском доме пионеров и школьников. В 1938 году, когда ей было около 15 лет, выступала в Москве на Декаде азербайджанского искусства.
С юных лет начала работать в Агдамском драматическом театре, где исполняла такие роли как «Телли» в музыкальной комедии «Аршин мал алан» и «Асли» в опере «Асли и Керем», «Гюльчохра» в  «Аршин мал алан», «Ширин» в «Фархад и Ширин», «Сара» в «Увядшие цветы», «Лейли» в опере «Лейли и Меджнун», «Шахсенем» в опере «Ашуг-Гариб».
Во время Великой Отечественной войны Симузар Атамова часто выезжала в гастроли и давала концерты для солдат.
С 1955 года работала в Азербайджанском государственном академическом театре оперы и балета имени М. Ф. Ахундова, где её первой ролью стала роль «Лейли» («Лейли и Меджнун»). Также, как и многие исполнительницы этой роли, Симузар Атамова со временем стала исполнительницей роли «матери Лейли».
Сохранилась запись 1957 года оперы «Шах Исмаил», где Симузар Атамова исполнила роль «Араб Зэнги». В 1958 году был создан радио-монтаж этой оперы, где ей была поручена роль «Арабзанги».
Указом Президиума Верховного Совета СССР от 9 июня 1959 года за выдающиеся заслуги в развитии азербайджанского искусства и литературы и в связи с декадой азербайджанского искусства и литературы в городе Москве Симузар Атамова была награждена медалью «За трудовое отличие».
В 1962 году была удостоена званию Заслуженного артиста Нахичеванской АССР.
D 1974 году исполнила роль «матери» в опере «Скала невесты».
В 1977 году была записана на ленту опера «Ашуг-Гариб», где Симузар Атамова исполнила роль «матери Гариба».
Симузар Атамова скончалась 11 ноября 2005 года в Баку.